# 加藤謙如
加藤 謙如（かとう のりゆき、1976年7月29日 - ）は、北海道苫小牧市出身の元プロ野球選手（外野手）。

## 来歴・人物
1994年に駒澤大学附属苫小牧高等学校では3年夏の地区代表決定戦で延長12回の末に敗れて南北海道大会には出場できなかった。横浜ベイスターズにドラフト6位で入団。駒大苫小牧高校出身初のプロ野球選手となった。
一軍出場が無いまま、2000年に戦力外通告を受け現役を引退。
2002年からは社会人野球のクラブチーム・オール苫小牧で現役復帰。2005年からはトランシス・マーリンズの外野手コーチを務めていた。
2019年時点では「苫小牧西リトルシニア球団」のコーチを務めている。
長男や甥も高校野球をやっており、そのことが日刊スポーツに取り上げられた。甥は叔父の加藤が元プロ野球選手であることを知ってから野球に転向している。

## 詳細情報

### 年度別打撃成績
- 一軍公式戦出場なし

### 背番号
- 70 （1995年 - 1998年）
- 41 （1999年 - 2000年）